# Сурогатні страви часів Голодомору

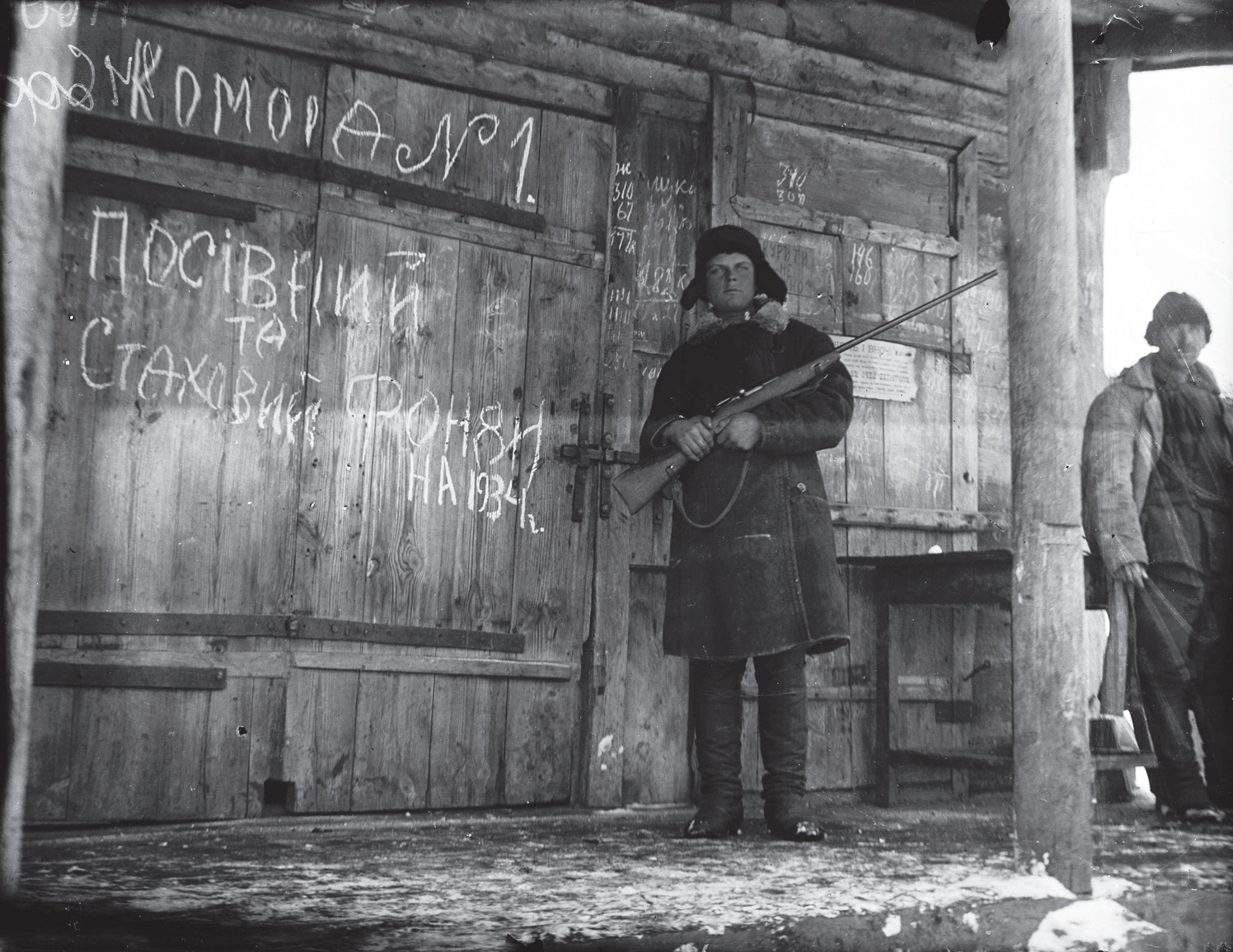
Озброєний комсомолець охороняє комору зі збіжжям посівного та страхового фондів сільгоспартілі імені Григорія Петровського, село Вільшани, теперішнього Дергачівського району Харківської області.

Сурога́тні стра́ви — замінники продуктів, які українці, щоб вижити, були змушені включити до раціону харчування під час Голодомору 1932—1933 років.
Жорстокі репресивні дії щодо селянства спричинили деформацію культури споживання їжі, регулювання скоромних і пісних страв. Голод змусив українських селян порушити найсуворіше харчове табу в традиційному харчуванні — вживання м'яса здохлих тварин. Не дотримувались і деяких інших раціональних та ірраціональних заборон. Голодувальники ловили журавлів, лелек, чапель, яких в Україні здавна оберігали, а їхні гнізда ніколи не руйнували. Відомі факти, коли голодні люди, доведені до відчаю, божеволіли й вдавались до канібалізму.

## Конфіскація продуктів харчування

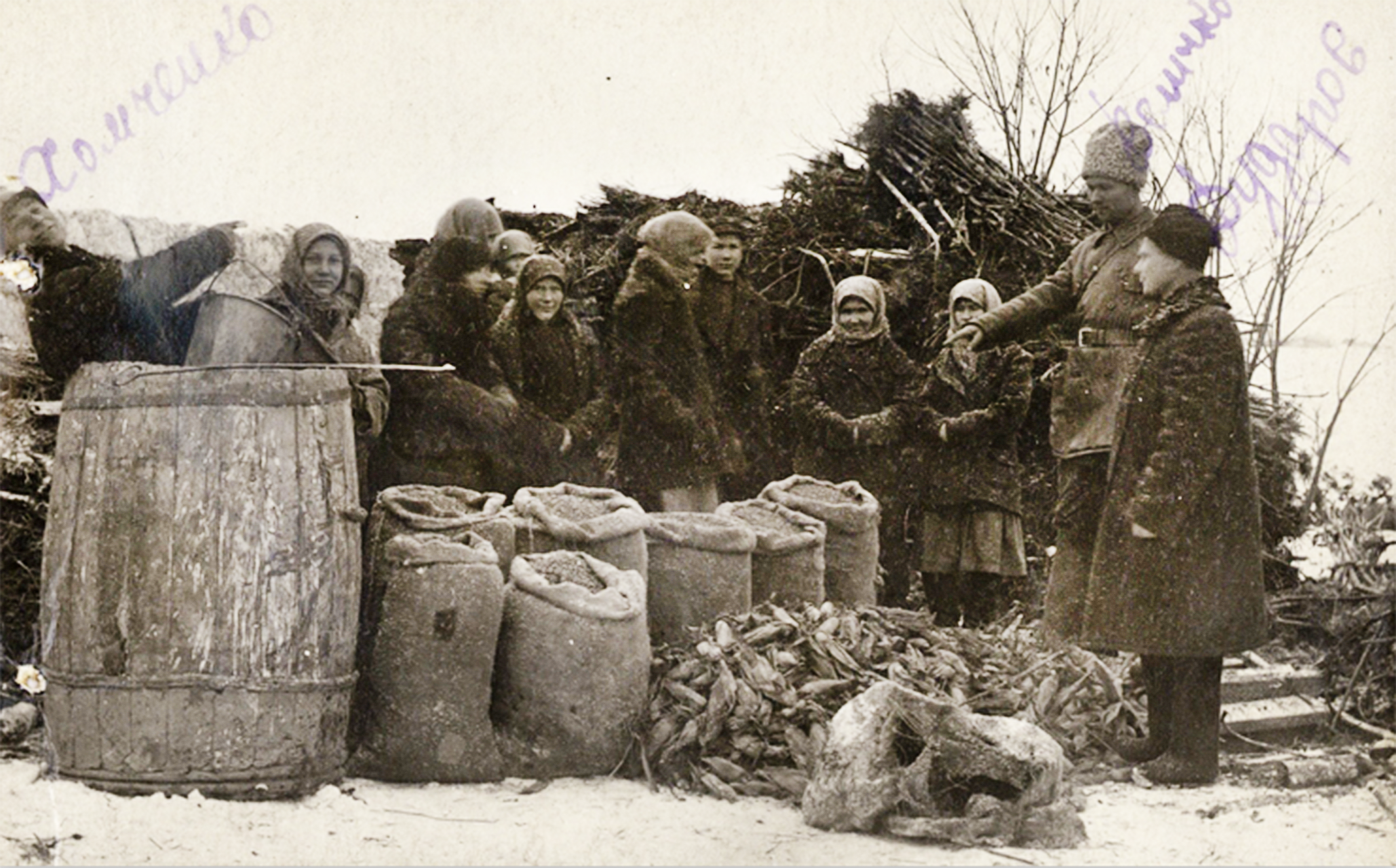
Вилучення овочів у селян із с. Новокрасне Арбузинського району тодішньої Одеської області, листопад 1932 року.

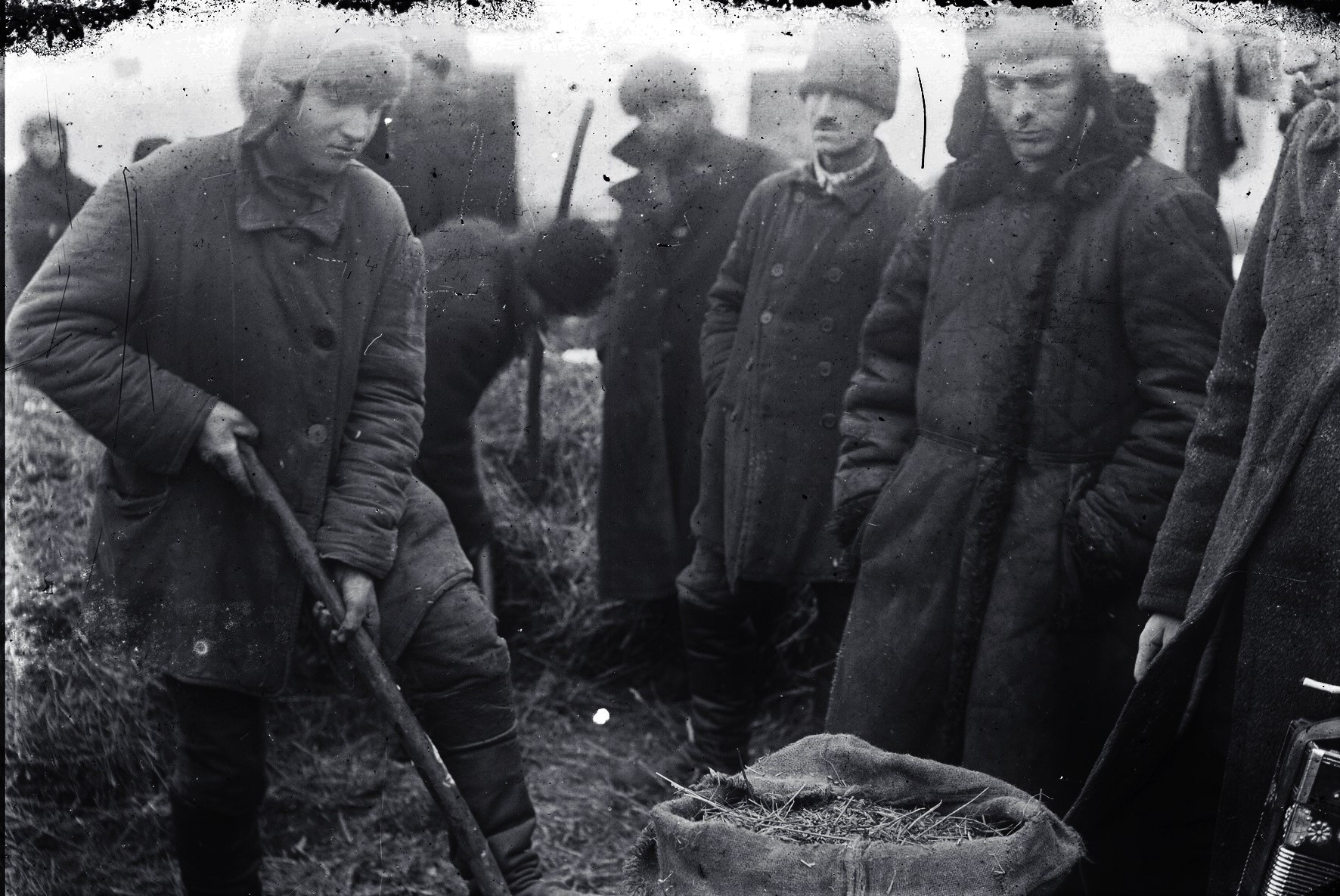
Пошук хліба в одному з сіл Гришинського району Донецької області, 1930—1934 рік

Унаслідок масової конфіскації врожаю зернових та інших продуктів харчування радянська влада, яка організувала Голодомор 1932—1933 років, позбавила значну частину українських селян засобів для виживання.
Настрої тодішніх селян висловив мешканець Дніпропетровської області у своєму листі, надісланому в травні 1933 року до ЦК ВКП(б) і редакції газети «Правда». З одного боку, констатував автор, відповідальні робітники запевняли, що «зернова проблема розв'язана», а з іншого, колгоспники помирали з голоду. Усі звернення до судів, міліції, ДПУ, прокуратури залишились без відповіді. Тому люди, підсумовує автор, починають «глибоко ненавидіти радянську владу».
Дії влади були спрямовані проти селянства: блокували виїзд голодуючих за межі України, забороняли приймати допомогу для голодних із-за кордону, навмисно псували продукти, які не підлягали конфіскації.
За таких обставин, як писав Роберт Конквест, «селяни намагалися зберегти або знайти щось їстівне». У деяких колгоспах, де керівництво виявляло співчуття до своїх односельців, застосовували практику приховування зерна в соломі у результаті недоброякісного обмолоту. Проте ці заходи зазнали публічної критики. Селяни вдавались до різних способів приховування зерна: висипали у скрині й прикривали одягом, заносили на горища, закопували у землі, навіть насипали в пляшки, залиті смолою й сховані в криницях чи ставках.
Зі спогадів Петра Гуменюка (село Мітлинці Гайсинського району Вінницької області):
| «Ми з мамою… сховали що було. Найцінніший скарб — півмішка пшениці, яку мама заробила на трудодні. (Вона в числі перших вступила в колгосп). Сховали ту пшеницю в скриню, а картоплю і буряки — в дві ями: знайдуть в одній, то, може, не знайдуть у другій. Бригаду ми вирішили просто не впускати в хату. Зачинялися і не подавали ніяких ознак життя. Ще звечора набирали води, варили на завтра їжу. Ходили навшпиньках, говорили пошепки. Вікна закривали лядою, тільки вверху залишали частину відкритою. Перед вікном стояло ліжко, я вилазив на нього і дивився крізь ту амбразуру, що робиться на вулиці. А там проїжджали вози з мішками, за деякими з них ішла прив'язана корова. Ми завмирали. Через певний час бригада появлялась біля нашої хати. Рвали двері, тарабанили в шибки так, що ось-ось повилітають. Я й досі не забуду погроз: "Відчини, бо виб'ємо двері. Заберемо — і зогниєш в тюрмі"»[7] |
Наприкінці 1932 року бригади активістів скрізь обходили хати та подвір'я селян у пошуках продуктів і вигрібали все до останньої зернинки. Деякі найбільш заповзяті активісти наділялись людьми демонічними рисами: «У селі об'явився якийсь Баб'яж. Я й зараз не знаю, звідки він узявся і куди подівся… Говорили, що не було такого сховища, яке б він не знайшов, водячи по хатах бригаду по стягуванню податків. Він нюхом чув не тільки продукти, а й золото, срібло, гроші. Вистукував стіни, долівку, лежанку, припічок».
Зі спогадів Катерини Никогда, 1922 року народження (село Мала Дівиця Прилуцького району Чернігівської області):
| «У брата мого чоловіка Павла було дванадцятеро дітей. 1932 року активісти увірвались до хати [в селі Матусів Шполянського району Черкаської області] і почали конфісковувати всі продукти. Його жінка Ганна голосила, указуючи на дітей, змилуватись заради Бога, над ними. Її відштовхнули, а один з червоноармійців, зазирнув у піч і забрав навіть останній горщик з квасолею. Чоловіків брат, його жінка й всі діти не дожили до наступної весни».[8] |
Зі спогадів Оришки Погрібняк, 1915 року народження (село Бараниківка Біловодського району Луганської області):

| «Комсомольські активісти так і рискали по домівках, шукаючи, що б ще вибрати в поставку. Пам’ятаю, зайшли до нас дві, по червоній стрічці у волоссі, і давай нишпорити й по закромах, і в піч, і на горище. Нічого підходящого не найшли. Так що ж вони, кляті, зробили, виходячи з нашої хати... справили свою нужду одна в діжку з капустою, а друга — в діжку з огірками»[9]. |
Тоді бандуристи-мандрівники відгукнулись на ті події частівками:
| Коли Ленін умирав, Сталіну приказував, Щоб ти хліба не давав, Сала не показував.[10] |

## Виживання в умовах «продовольчої диктатури»

Фотографія зі збірки кардинала Відня Теодора Ініцера, голови міжнародного фонду допомоги населенню України, що голодує. 1933 рік

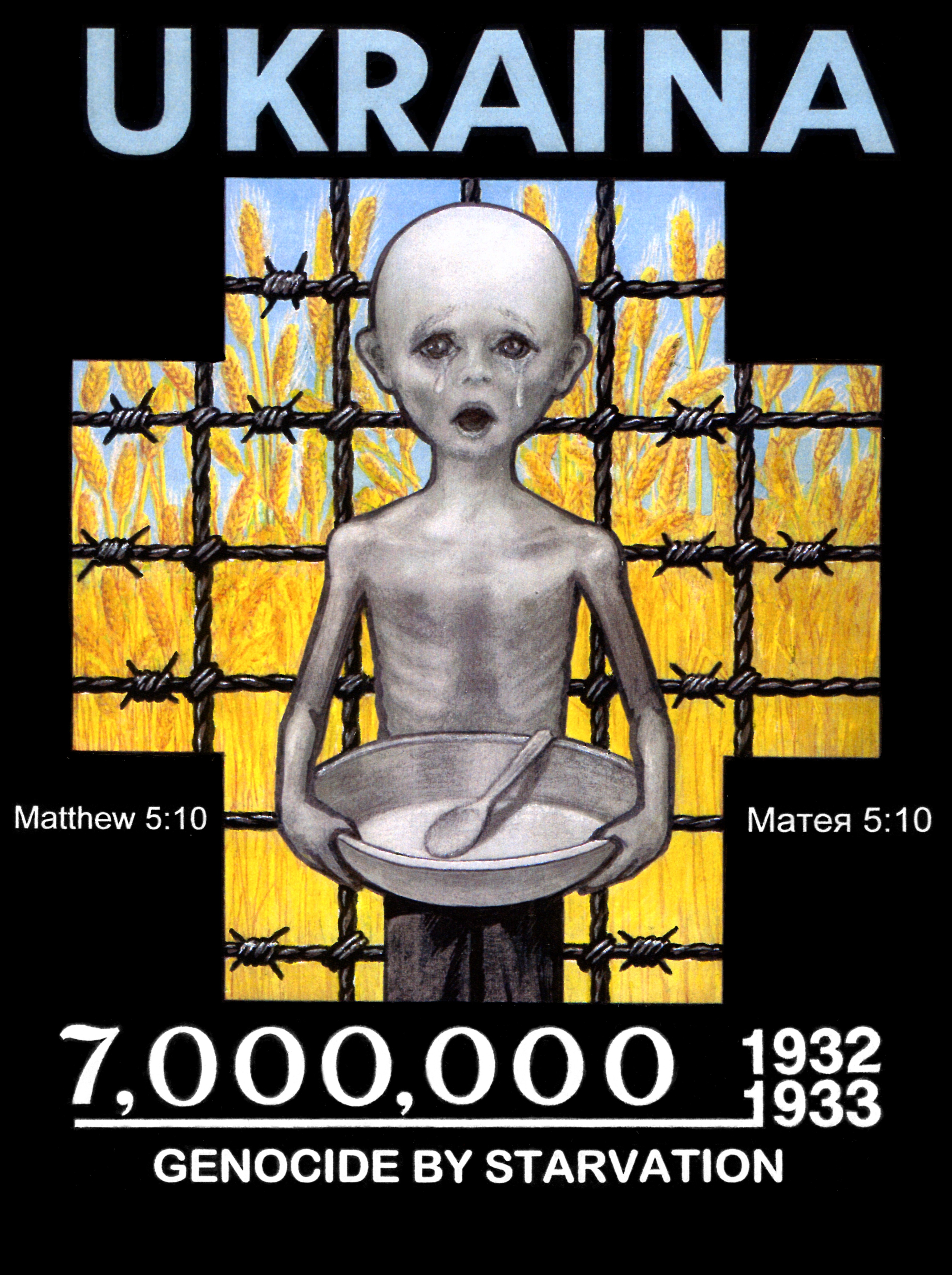
Плакат художника Леоніда Денисенка з Австралії

Оскільки влада мала значні запаси зерна в резервах, то люди, щоб прогодувати свої родини, вдавались до крадіжок колгоспного врожаю, до того зібраного ними. У відповідь був ухвалений так званий «Закон про п'ять колосків» (Постанова ЦВК і РНК СРСР «Про охорону майна державних підприємств, колгоспів і кооперації та зміцнення суспільної (соціалістичної) власності» від 7 серпня 1932 року). Розкрадання майна колгоспів каралося розстрілом, за «пом'якшуючих обставин» — позбавленням волі на строк не менше 10 років.
Заборонено було навіть підбирати продукти, що залишились гнити на полях після збирання врожаю. За свідченнями очевидця із села Долотецьке Вінницької області, 1913 року народження, за підібрані кілька цибулин убивали навіть дітей:
| «12-річний Сидір, що опух з голоду, пішов на колгоспне поле після того, як уже був зібраний врожай. Серед замерзлих грудок хлопець знайшов п’ять цибулин — не зерна, не центнер буряків, а цибулю. Хотів принести родині, з 12 членів якої залишилися батько і молодша сестричка. Так, голова колгоспу, якого прислали звідкись, як побачив такий „злочин“, наздогнав його. Хлопець навіть не тікав, бо сил не було. Завалив дитину і став по-звірячому гамселити, щоб не крав колгоспне майно. Наостанок ударив руків'ям револьвера по голові, від чого бідолаха одразу і помер. У селян на очах — ті навіть не в силах були заступитися — такий собі „виховний момент“ для решти, хто насмілився вижити».[11][12][13] |
Не маючи продуктів, селяни виносили з хати свої пожитки, щоб виміняти їх на їжу. Іван Горбаньов, 1907 року народження (село Бараниківка Біловодського району Луганської області) згадував:

| «У 1932-1933-му на Донщині колективізація була не такою страшною… З ближніх сіл Зеликівка, Бараниківка, Злодіївка, Мусіївка люди валом ішли [туди] й несли одяг, посуд, полотно, подушки, щоб обміняти на щось їстівне… За миску пшона можна було тоді виміняти вишиту сорочку. За два-три відра борошна – кожух»[9]. |
Селяни мусили шукати бодай якоїсь їжі. Оскільки обмолочувати зерно на місцевих млинах було небезпечно, бо його одразу конфісковували, люди виготовляли домашні ручні жорнова. Радянська преса била на сполох, що «в деяких селах їх виявляли сотнями». «Вісті» від 11 січня 1933 року повідомляли про те, що в одному районі протягом місяця їх було вилучено 755 штук. За допомогою таких знарядь, зазначають дослідники, селяни виготовляли «хліб», що складався із висівок проса чи гречки, замішаних на воді, куди додавали трохи соняшникової олії та жита.
Один з радянських письменників описував, як у ті роки один селянин обшкрібав барильце, в якому раніше тримали сало. А потім цю стружку кип'ятив, щоби видобути з неї залишки жиру. На той час для тієї родини це здавалось найкращою стравою.
Інший романіст згадував про те, що тоді зникли навіть «бабки» (гра з кістками тварин), оскільки усі старі кістки селяни «випарювали в казанах, розмелювали та з'їдали».
Залишились свідчення про те, що у селах, де худоба поздихала за браком корму, люди їли «хліб», «оладки» і «кашу», зроблені з кропиви та іншого бур'яну. Споживали навіть кінський гній, оскільки там виявлялись цілі зерна пшениці.
Видобували з-під снігу жолуді, з яких пекли замінник хліба, іноді додаючи трохи висівок чи картопляних лушпайок. В одному селі партійний керівник заявив членам сільради: «Ви тільки подивіться на цих паразитів! Вони пішли викопувати жолуді в снігу голими руками. Вони на все підуть, аби не працювати».
У деяких регіонах забороняли збирати навіть сурогатні продукти. Так, наприкінці 1932 року Луганська міськрада затвердила обов'язкову постанову № 31 «Про заборону приватним особам збирати жолуді, кислиці та дикі груші».
Навесні 1933 року ситуація різко погіршилась. Закінчились майже всі запаси продовольства, які не були відібрані восени. Майже в усіх уражених голодом областях переходили на сурогатні продукти. Згідно з довідкою, підготовленою помічником начальника таємно-політичного відділу ДПУ УСРР від 12 березня 1933 року, «голодуючі сім'ї вживають в їжу різні сурогати (кукурудзяні качани і стебла, просіяне лушпиння, сушену солому, гнилі кавуни і буряки, картопляне лушпиння, стручки акації тощо). Зареєстровано факти вживання в їжу м'яса дохлих коней».
За словами істориків, в умовах «продовольчої диктатури» люди змушені були перейти на собак, а пізніше — на котів, хоча «їх нелегко було спіймати», бо здичавілі тварини почали боятися людей. Селяни варили їх. «Але з усього того мали жорсткі жили та шкіру. А з голів варили м'ясний холодець».
Попит на котяче й собаче м'ясо зробив їх ринковим товаром. Ціна собачатини становила в середньому 12 крб, а дохлятини — 6-8 крб за кілограм. Оскільки у селян не було грошей, то розраховувались різними речами (одягом, килимами, рушниками тощо).
Однак коти й собаки, які годувалися на скотомогильниках, були переносниками багатьох інфекційних хвороб. Харчування дохлятиною також призвело до масових отруєнь та епідемічних захворювань. Щоб попередити її поширення, влада вжила відповідні заходи: трупи хворих тварин стали поливати гасом і спалювали.
У квітні з появою зелені голодувальники перейшли на її паростки. Однак зелень не містила білків та вуглеводів. Люди продовжували пухнути з голоду. Відтак, квітень 1933 року в народі прозвали пухнутень, а травень — капутень.
Дослідники народного харчування зазначають, що в цей період голод знищив усі харчові заборони. Селяни стали споживати мишей, ховрахів, кротів, щурів, їжаків, жаб, птахів, збирали різні личинки, розкопували дощових черв'яків та інших хробаків. Ночами ходили на скотомогильник «викопувати коней, телят, що за день із ферми привезли». «Видирали з гнізд галок і варили з них суп, а то і так їли. На болоті ловили жаб». Їли шкури тварин. Мололи на борошно кістки, підошви із взуття, шкіряні паски, кирзові чоботи і варили з них суп. Готували їжу не тільки з листя дерев, а й з кори. Проте такі сурогатні страви погіршували самопочуття людей, викликали захворювання на різні кишкові хвороби й призводили до смерті.
Інформація про отруєння селян надходила звідусіль. Але місцева влада не надавала цьому жодної уваги. Так, 30 березня 1933 року на Харківщині бюро Петрівського райкому КП(б)У, коментуючи випадки смерті від сурогатних страв, наголосило: «Класовий ворог, аби зашкодити колгоспному будівництву, не рідко жертвує собою».

## Випадки канібалізму
Хоч би світало... — Мамо, хліба!

Підвівся батько: замовчи!

Коло вогню в вагоні збились 

і мруть голодні втікачі.

І дим їм очі виїдає.

Мороз проходить аж в кістки.

А за вагоном крик і гомін, обмін, торгівля і свистки.

В лахмітті, в скорбі, у болячках

зігнулась мати. В щось дитя

укутала, та все: ну, спати —

навік заснуло б ти… Життя!

Прийшли сюди, а голод з нами.

Й нема людей поміж людей.

Ти чув?.. недавно десь тут жінка

зварила двох своїх дітей…

Одскочив батько: божевільна!

Мовчи! мовчи! До чого це? —

Схопилась мати й закричала,

а батько плюнув їй в лице…
—Павло Тичина. Голод
Інформація про людожерство надходила з різних регіонів України. Водночас, на думку дослідників, канібалізм не носив масового характеру. За донесенням ДПУ УСРР, «випадків людоїдства зареєстровано 28. Більша частина їх належить до 3-ї декади лютого і початку березня 1933 року. 19 випадків людоїдства припадає на Київську область. У лютому також мали місце 13 випадків трупоїдства».
Факти людожерства та психічні розлади від голоду змінювали систему морально-етичних цінностей, люди починали миритися з такими діями й учинками, які ще нещодавно вважались абсолютно неприпустимими. Канібалізм 1932—1933 років — це зрушення рівноваги народної психіки, невтримний рефлекс, зрештою повна відсутність відчуття гидування. Подібні відхилення були спричинені виключно божевіллям, розладом психіки виснажених багатомісячним голодом людей.
«Явище канібалізму під час голодоморів, — уважають фахівці, — носило історико-психологічний характер. Тоталітарна система своїми діями спричинила страшенне голодування, яке в свою чергу змінило психічний стан українського селянина, штовхнуло деяких його представників на антилюдські вчинки… Канібалізм не був спадковим і як явище завершився із закінченням голоду. Зрозуміло, що це явище перехідне і викликане важкими тимчасовими умовами».

## Перелік замінників продуктів, що споживали під час Голодомору
Список замінників продуктів наведений нижче у таблиці.
З метою поширення знання про Голодомор, з 2017 року Українська академія лідерства (УАЛ) проводить акцію “Непораховані з 1932” (англ. Uncounted since 1932). Вона полягає у створенні вуличного ресторану, де перехожі можуть скуштувати суп з кори, шишок, листя та коріння, щоб дати людям можливість уявити, чим доводилося харчуватися людям під час Голодомору. Цей проєкт був реалізаваний в містах Ізраїлю, Бельгії та України.
У 2020 році студенти УАЛ запустили «онлайн-ресторан» з зображеннями страв з продуктів, якими українці харчувалися під час Голодомору, зокрема — зати(е)рухи, супу «бур'ян», товчеників, трав'яників тощо.
| Продукт або його замінник                           | Страва                                                                                          | Спосіб добування | Спосіб приготування |
| --------------------------------------------------- | ----------------------------------------------------------------------------------------------- | --- | --- |
| Акація (квіти)                                      |                                                                                                 | | Квіти акації, зелену лободу змішували з товченими качанами, облущеними від кукурудзи, іноді зі жменькою висівок. Суміш варили.                                                                             |
| Борошно                                             | затируха (затірка)                                                                              | Приховували від активістів, вимінювали на інші речі й навіть крали з колгоспних комор | Умочали руки в збите яйце, якщо було, або воду й борошно. Потім стирали з рук невеликі кавалки тіста, з яких варили суп-затируху.                                                                          |
| Бур'ян                                              | суп, від якого «боліли животи»                                                                  | Збирали на городах, полях | Варили суп з облущених качанів кукурудзи, лушпиння проса й бур'яну |
| Буряки цукрові й кормові                            | запечені буряки, узвар, «колзяники» (коржі з домішкою кользи), борщ                             | | Запікали буряки, варили борщ. Споживали молоде листя буряків |
| Буряки (насіння)                                    | «плесканчики»                                                                                   | | Готували з перемеленого насіння й тертих буряків |
| Висівки                                             |                                                                                                 | Збирали відходи борошномельного виробництва, до складу яких входили розтерті оболонки зерна й залишки борошна | |
| Вишня (гілки)                                       | узвар, чай                                                                                      | | Готувався як узвар, тільки замість сушених фруктів додавали сухі гілки вишні. |
| Глід і шипшина                                      | узвар, відвар                                                                                   | | Готували настоянки, сиропи, відвари з плодів шипшини й глоду. |
| Гриби                                               |                                                                                                 | | Голодні люди від переїдання грибами часто вмирали. Про гриби тоді казали: «Не їв — зомлів, наївся — звалився».                                                                                             |
| Деревина                                            | коржики з тирси                                                                                 | Розпилювали тернову або яблуневу колоду над розстеленим полотняним рядном. Вишня не годилась, бо «клеєм тхнула». Не йшла й груша.                                                                                 | У ті часи говорили: «З голоду й дрова їстимеш». |
| Дерть                                               |                                                                                                 | Збирали зерно, подрібнене зернодробилками, яке йшло на корм худобі без спеціального очищення | |
| Дохлятина                                           | холодець, солонина                                                                              | Трупи здохлої худоби, политої карболкою або смолою, добували на скотомогильниках | Вимочували й споживали |
| Жолуді                                              | «ліпеники»                                                                                      | Збирали у лісі | Підсушували, товкли в ступці на борошно, змішували з кукурудзою |
| Зерно                                               | круп'яний приварок                                                                              | Підбирали колоски ячменю, вівса, що лишився після жнив. Уважалось незаконною справою. Знаходили й розривали нірки ховрашків, які на зиму припасали чимало зерна. Іноді змушені були красти з колгоспних комор     | |
| Кавун                                               | бекмес                                                                                          | | На Донбасі з м'якоті кавунів варили патоку, солодку страву. |
| Картопля мерзла або гнила                           | «клецьки» (галушки), млинці, «блювали»                                                          | За деякими свідченнями, діти взимку збирали мерзлу картоплю, що залишилась на колгоспних полях після збору урожаю.                                                                                                | З перемерзлих картоплин пекли клецьки; з гнилої картоплі, розтертої в макітрі — млинці або смердючі «блювали» з вівсяним борошном.                                                                         |
| Картопляне лушпиння                                 | галушки, коржики                                                                                | Лушпайки відкопували в компостних купах | Товкли в ступах, змішували з макухою з конопляного насіння й випікали коржики |
| Кістки                                              | бульйон                                                                                         | | Варили бульйон. Старі кістки селяни також випарювали в казанах, розмелювали та з'їдали. |
| Кольза                                              | «колзяники» (коржі з домішкою кользи)                                                           | | За спогадами селяни, «кользове листя як поросло, кользу ламали, стебло там таке як палець. Чистили те стебло і їли».                                                                                       |
| Кора осики і берези                                 | «маторженики» (млинці)                                                                          | Здирали з дерев | Тісто робили з перетертої з макухою кори |
| Кропива                                             | суп, паляниця                                                                                   | Збирали навесні | Молоде листя кропиви сушили в печі, добре перетирали й готували на воді паляниці. З кропиви варили також суп.                                                                                              |
| Кукурудза                                           | мамалиґа (густа каша з кукурудзяного борошна), «малай» (корж із кукурудзяного борошна), хлібець | | Мамалиґу варили з помелених разом із качаном зерен. Хлібець пекли з просіяного кукурудзяного борошна. Споживали смажену кукурудзу. Випікали хліб із суміші пшениці, тертих кукурудзяних качанів і висівок. |
| Кульбаба                                            |                                                                                                 | Збирали навесні | див. бур'ян, трава |
| Липа                                                | «щоденники», «маторжаники», «липники» (лип'яники)                                               | | Навесні пекли «щоденники» з розтертих бруньок липи, «маторжаники» з листя з липи, яке додавали до полови та картоплі, а липники з листя липи.                                                              |
| Лобода                                              | ліпеники, «волок» (борщ), від якого «розпухали ноги, тріскалася шкіра»                          | | Квіти акації, зелену лободу змішували з товченими качанами, облущеними від кукурудзи, іноді зі жменькою висівок. Суміш варили.                                                                             |
| Лопухи (коріння)                                    | суп, котлети, коржики                                                                           | | Корені споживали сирими, вареними, печеними, смаженими. Їх клали в суп замість картоплі, з них робили котлети та коржики.                                                                                  |
| Люцерна                                             | млинці з домішкою жому                                                                          | Збирали навесні | Із товченої трави й жому робили млинці |
| Льон (насіння)                                      | коржики                                                                                         | | Із товченого насіння випікали коржики |
| Макуха                                              |                                                                                                 | | Макуха була інгредієнтом коржів та інших страв |
| Малина (гілки)                                      | узвар, чай                                                                                      | | Готувався як узвар, тільки замість сушених фруктів додавали сухі гілки |
| Молоко                                              | сире, кисле, молочні каші                                                                       | Ті селяни, в яких не відібрали корів, змогли прогодувати родину | Дітям давали по склянці молока. Решту обмінювали на інші продукти або речі. До молока додавали полову, мелене зерно.                                                                                       |
| Овочі та фрукти                                     | різні страви, квашені овочі та фрукти                                                           | | Варили, смажили, квасили у діжках огірки, капусту, яблука, груші, сливи. |
| Очерет (коріння)                                    |                                                                                                 | | див. бур'ян, трава |
| Подорожник                                          |                                                                                                 | Збирали навесні | Товчену траву змішували з висівками й випікали коржики |
| Птахи (горобці, галки тощо)                         | варене, смажене м'ясо, бульйон                                                                  | | Готували як м'ясо свійської птиці |
| Пташині (воронячі й сорочачі) яйця                  | варені яйця, смажена яєчня                                                                      | Збирали навесні, коли птахи повернулись із вирію | Готували як курячі яйця |
| Риба                                                | різні страви, товченики                                                                         | Ловили у водоймах, однак вилов жорстко регламентувався владою | Готували товченики: зовсім дрібну рибу перетирали з сіллю і пекли в чавунках. |
| Ряска                                               |                                                                                                 | | Розтирали водяну ряску |
| Серцевина соняшникових штурпаків                    |                                                                                                 | Залишалась після збору врожаю | див. бур'ян, трава |
| Слимаки, пуголовки, жаби, ящірки, черепахи, молюски | юшка                                                                                            | Виловлювали у водоймах | Кидали в окріп й варили як звичайну юшку |
| Солома                                              |                                                                                                 | | Кришили солому на дрібненьку січку й разом із просяною та гречаною половою, корою з дерева товкли в ступі.                                                                                                 |
| Тварини (миші, ховрахи, бурундуки, коти, собаки)    |                                                                                                 | Ловили в різний спосіб. Наприклад, щоб виманити «гаврашків» (ховрахів), їхні нори заливали водою | Варили собак, котів, а з голів робили м'ясний холодець. |
| Тваринна кров                                       | приварок                                                                                        | Розповідали, що на місці нападу вовків на кабанів селяни збирали сніг з кров'ю вбитої тварини й робили з нього приварок. Були свідчення, що селяни вбивали худобу й одразу випивали свіжу кров, від чого вмирали. | |
| Терен                                               | без обробки, узвар                                                                              | Збирали узимку | З плодів терену варили узвар. Були випадки, коли голодні діти накидались на терен і ковтали плоди з кісточками, після чого в страшних муках вмирали.                                                       |
| Трави, насіння                                      | «трав'яники»                                                                                    | Збирали навесні | Товчену траву змішували з висівками й випікали коржики |
| Хрящове м'ясо                                       |                                                                                                 | | Варили подрібнене й перемішане з листям хрящове м'ясо |
| Цибуля                                              |                                                                                                 | Підбирали цибулю, що залишилась на колгоспних полях після збору врожаю | |
| Шкіра теляча                                        |                                                                                                 | | Із здобутої в чинбарні гнилої просоленої шкіри в річці вимивали шматочки солі. |
| Щавель                                              | «щавляники»                                                                                     | | Варили щавель у чавуні, віджимали, додавали висівок або дерті, з яких випікали коржики. |